# Zagai Island
Zagai Island är en ö i Australien. Den ligger i delstaten Queensland, omkring 2 200 kilometer nordväst om delstatshuvudstaden Brisbane. Arean är 9,8 kvadratkilometer. Den sträcker sig 2,7 kilometer i nord-sydlig riktning, och 5,7 kilometer i öst-västlig riktning.